# Cantón de Mur-de-Barrez
El cantón de Mur-de-Barrez era una división administrativa francesa, que estaba situada en el departamento de Aveyron y la región de Mediodía-Pirineos.

## Composición
El cantón estaba formado por seis comunas:
- Brommat
- Lacroix-Barrez
- Mur-de-Barrez
- Murols
- Taussac
- Thérondels

## Supresión del cantón de Mur-de-Barrez
En aplicación del Decreto nº 2014-205 de 21 de febrero de 2014, el cantón de Mur-de-Barrez fue suprimido el 22 de marzo de 2015 y sus 6 comunas pasaron a formar parte del nuevo cantón de Aubrac y Carladez.